# Leon Schönker
Leon Schönker est un peintre polonais, entrepreneur et militant social, né le 24 janvier 1903 et mort en 1965 à Bat Yam en Israël. Schönker était connu pour avoir organisé le Bureau d'émigration à Oświęcim au début de la Seconde Guerre mondiale.

## Biographie
La famille Schönker s'est installée à Oświęcim vers le milieu du XIXe siècle. Les générations successives de Schönker ont contribué de manière significative au développement financier et culturel d'Oświęcim. La famille était connue pour entretenir des contacts étroits avec les résidents locaux, juifs et chrétiens, ainsi que pour siéger au conseil municipal. Le père de Leon était Józef Schönker, un industriel bien connu qui a fondé une usine de pesticides en 1905 sous le nom d'AE Schönker – rebaptisée plus tard Agrochemia . Il était membre du conseil municipal, de la communauté juive et de la caisse d'épargne d'Oświęcim.
Pendant la Première Guerre mondiale, la famille Schönker s'installe à Vienne, où Léon, 15 ans, entreprend des études à l'Académie des Beaux-Arts. Il poursuit ses études après la guerre à Paris et à Amsterdam. En 1922, il retourne en Pologne, s'installant d'abord à Cracovie, où il s'implique dans les milieux artistiques locaux. 
Il a été l'un des fondateurs de l'Association des peintres et sculpteurs juifs et en a finalement été élu président. Ses polychromes ornaient l'intérieur de la synagogue Wolf Popper de Kazimierz à Cracovie. Il a publié dans de nombreuses revues et magazines, notamment dans Nowy Dziennik et la revue Sztuka i Życie Współczesne. Dans l'entre-deux-guerres, il était déjà un peintre reconnu, un résident bien connu de Cracovie et d'Oświęcim. Ses œuvres font partie des collections de l'Académie Bezalel à Jérusalem et de l'Ermitage. Dans les années 1931-1935, il est président de l'Association des artistes, peintres et sculpteurs juifs de Cracovie.
En 1939 Leon est devenu le président du Conseil juif d'Anciens dans Oświęcim. Dans les premiers mois de la guerre, il dirigea l'Office de Il a émigré et a négocié avec les autorités allemandes à Berlin. Les tentatives de déplacer les Juifs polonais ont échoué, et les autorités allemandes ont renvoyé Schönker, nommant à sa place un président plus docile du Conseil des Anciens. La tentative de Schönker de sauver les Juifs de Silésie et sa poursuite ultérieure ont échoué, et la grande majorité des Juifs locaux, comme le reste de leur population européenne, ont été assassinés pendant l'Holocauste. L'histoire du bureau d'émigration est décrite dans un livre du fils de Leon, Henryk Schönker, intitulé The Touch of an Angel, et un film basé sur celui-ci.

### Après 1940
Au début de 1940, la famille est contrainte de fuir la ville. Les Schönkers sont passés par Cracovie, Wieliczka et les ghettos de Tarnów et Bochnia. Grâce aux faux papiers, ils se sont retrouvés dans une partie spéciale du camp de Bergen-Belsen en tant que citoyens palestiniens en attente de remplacement. Après l'évacuation, ils ont été libérés. Après la libération, Leon Schönker retourne dans sa ville natale, rouvre l'usine Agrochemia et prend la direction de l'Union religieuse juive. Il participe à l'aide aux survivants et à la reconstruction de la vie juive et de la ville elle-même, mais en 1949, les autorités communistes confisquent son usine. En 1955, toute la famille a été autorisée à quitter le pays. Ils sont allés à Vienne et de là en Israël. Leon Schönker est mort en 1965 à l'âge de 62 ans.